# Scirtes californicus
Scirtes californicus là một loài bọ cánh cứng trong họ Scirtidae. Loài này được Motschulsky miêu tả khoa học năm 1845.